# Bourreria mucronata
Bourreria mucronata är en strävbladig växtart som beskrevs av Nathaniel Lord Britton. Bourreria mucronata ingår i släktet Bourreria och familjen strävbladiga växter. Inga underarter finns listade i Catalogue of Life.